# 香呂駅
香呂駅（こうろえき）は、兵庫県姫路市香寺町中屋にある、西日本旅客鉄道（JR西日本）播但線の駅である。

## 歴史

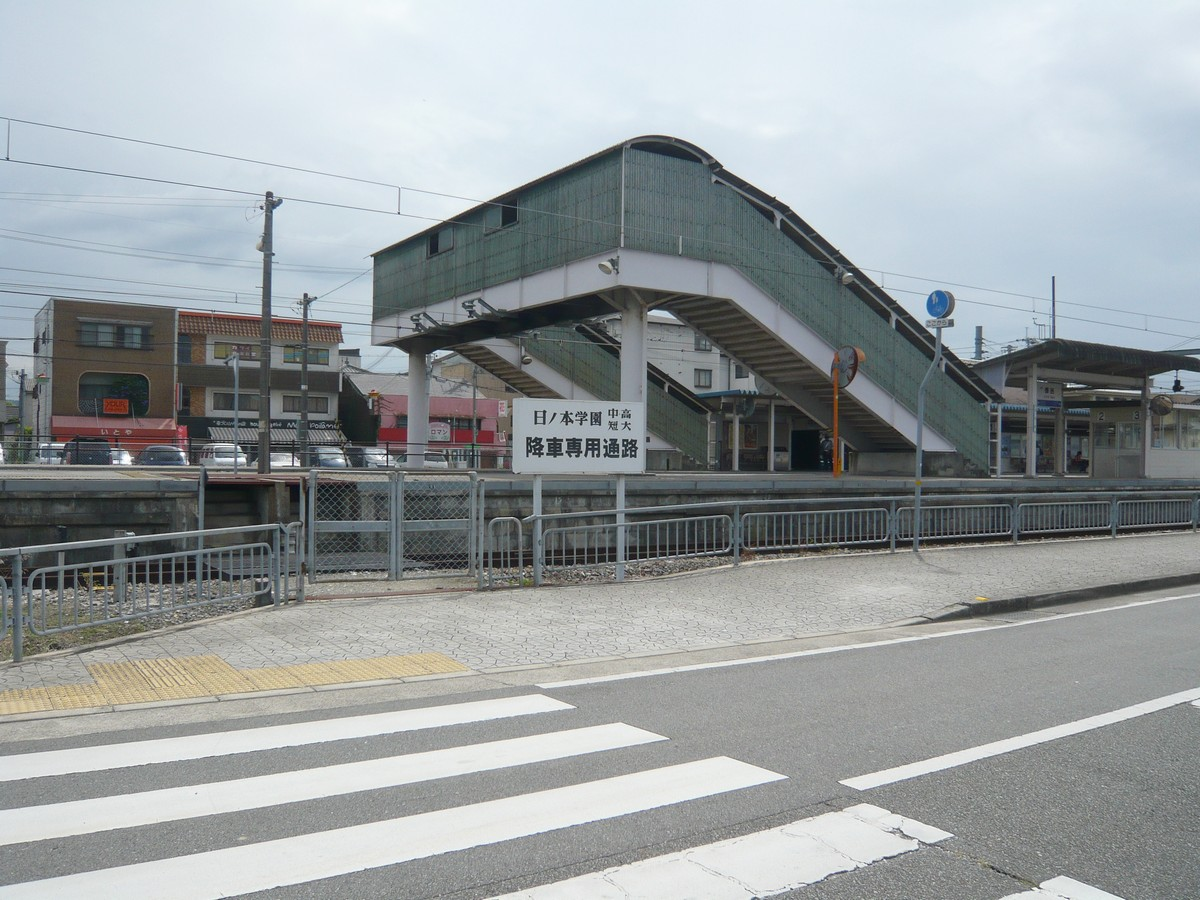
以前の西出口（2007年8月）

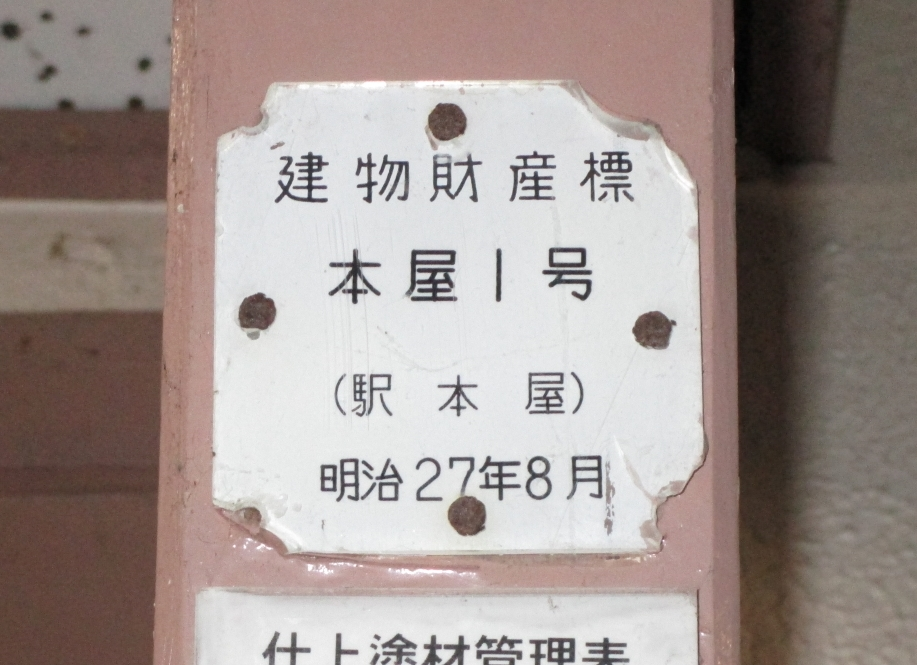
県内最古級の建物財産標

- 1894年（明治27年）7月26日：播但鉄道姫路駅 - 寺前駅間開通時に開設[1][2]。旅客・貨物取扱開始[2]。
- 1903年（明治36年）6月1日：播但鉄道が山陽鉄道に営業譲渡。山陽鉄道の駅となる。
- 1906年（明治39年）12月1日：山陽鉄道国有化、国鉄の駅となる[2]。
- 1909年（明治42年）10月12日：線路名称制定、播但線所属となる。
- 1980年（昭和55年）4月1日：車扱貨物取扱廃止[2]。駅舎南側に有蓋車用貨物ホームが設置されていた。
- 1984年（昭和59年）2月1日：荷物扱い廃止[2]。
- 1987年（昭和62年）4月1日：国鉄分割民営化に伴い、西日本旅客鉄道（JR西日本）の駅となる[2]。
- 2007年（平成19年）8月1日：窓口営業時間変更。1時間延長し、7時15分 - 21時（変更前 - 20時）となる[3]。
- 2015年（平成27年）12月5日：姫路市により駅前広場完成[4]。
- 2016年（平成28年）
  - 3月26日：ICカード「ICOCA」の利用が可能となる[5]。ICカード専用簡易改札機で対応。
  - 3月27日：西改札口（無人・ICカード対応）使用開始[注釈 1]。これに伴い駅が2面2線となった。
- 2021年（令和3年）7月1日：駅業務がJR西日本福知山メンテックからJR西日本交通サービスに移管。
- 2022年（令和4年）
  - 6月1日：管理駅が福崎駅から豊岡駅に変更。
  - 10月1日：組織改正に伴い、近畿統括本部福知山管理部管轄となる。
- 2025年（令和7年）
  - 3月31日：みどりの窓口の営業を終了[6]。
  - 4月1日：終日無人化[6]。

## 駅構造
単式ホーム2面2線を有する列車交換可能な地上駅。駅舎（木造駅舎）は1番のりば側にあり、2番のりばとの間は跨線橋で連絡している。駅舎に付けられた建物財産票には「明治27年8月」と記されている。2017年にそれまで兵庫県最古であった山陽本線有年駅の駅舎が使用停止されて以降、同年築である鶴居駅と共に兵庫県最古の駅舎となっている。
配線上は1番のりばを上下本線とした1線スルーとなっており、特急「はまかぜ」は両方向共1番のりばを通過する。停車列車も行違いが無い場合は、両方向共1番のりばに停車する。
豊岡駅がする無人駅。以前は駅を出てすぐの所にキヨスクがあったが、2016年1月20日限りで営業を終了した。
自動改札機は無く、代わりにICカード専用簡易改札機が設置されている。

### のりば
| のりば | 路線   | 方向 | 行先             |
| ------ | ------ | ---- | ---------------- |
| 1・2   | 播但線 | 上り | 姫路方面         |
| 1・2   | 播但線 | 下り | 寺前・和田山方面 |

付記事項
- 原則両方向ともに1番のりばを使用するが、福崎・寺前方面への下り列車で朝夕のラッシュ時並びに停車列車同士の行違い時には2番のりばに停車する。
- 姫路行では平日は19時台の1本、休日は9・19時台の2本が2番のりば停車（対向列車である特急はまかぜと行違い。はまかぜは1線スルーの1番線を通過のため）。出発信号機は以前3番線で使用されていたものを流用している。

その他
- 以前は2番のりばの反対側に3番のりばが存在し2面3線であったが、以前特急待避に使われていたが長らく使用停止状態だった。架線・線路は2015年12月に撤去され、2016年3月27日から西改札口及び自転車駐輪場として使用されている。なお、線路の一部や点字ブロック、ワンマン列車乗車位置ステッカーは未だに残っている。

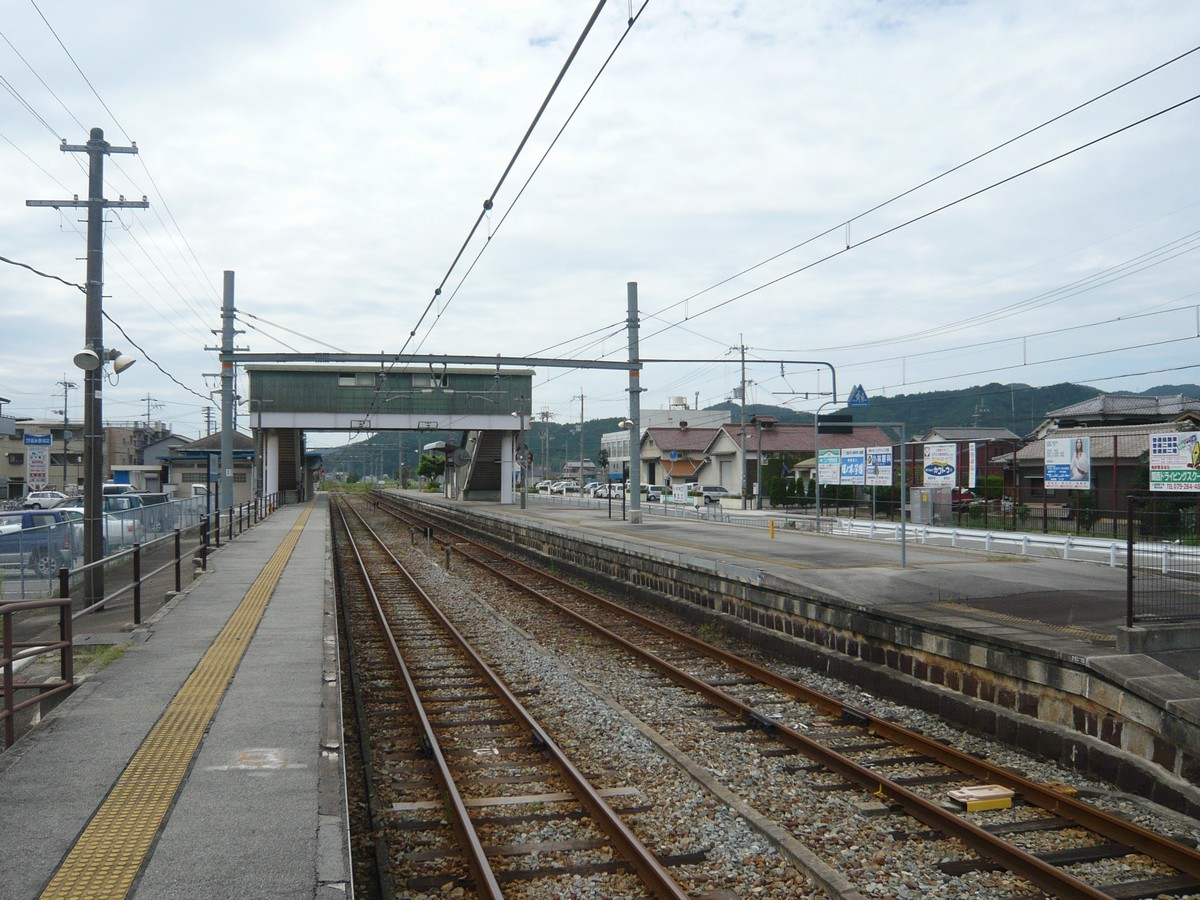
駅構内（2007年8月）

## 利用状況
近年の1日平均乗車人員の推移は以下の通り。
| 年度   | 1日平均 乗車人員 |
| ------ | ---------------- |
| 2000年 | 1,795            |
| 2001年 | 1,743            |
| 2002年 | 1,677            |
| 2003年 | 1,636            |
| 2004年 | 1,663            |
| 2005年 | 1,657            |
| 2006年 | 1,653            |
| 2007年 | 1,585            |
| 2008年 | 1,590            |
| 2009年 | 1,602            |
| 2010年 | 1,618            |
| 2011年 | 1,621            |
| 2012年 | 1,657            |
| 2013年 | 1,687            |
| 2014年 | 1,606            |
| 2015年 | 1,595            |
| 2016年 | 1,557            |
| 2019年 | 1,566            |
| 2020年 | 1,258            |
| 2021年 | 1,337            |

## 駅周辺
- 姫路市役所香寺事務所[1]
- 姫路市立図書館香寺分館
- 香寺民俗資料館
- 日本玩具博物館[1]
- 香寺郵便局
- 日ノ本学園[1]

### バス路線
神姫バス
「香呂駅前」停留所
- 84系統
  - 姫路駅（北口）行 / 福崎駅前行

## 隣の駅
西日本旅客鉄道（JR西日本）
 播但線
仁豊野駅 - 香呂駅 - 溝口駅